# 中田栄
中田 栄（なかた さかえ、1969年-　）は、日本の心理学者。

## 略歴
岡山県生まれ。1996年鳴門教育大学大学院学校教育研究科修士課程修了。1999年兵庫教育大学大学院連合学校教育学研究科博士課程修了、「向社会的行動における自己統制の役割とその規定要因の検討」で兵庫教育大学博士（学校教育学）。愛知学院大学心身科学部心理学科准教授。2009年退職。

## 著書
- 「向社会的行動における自己統制の役割とその規定要因の検討」風間書房、2000年

共著
- 「対話で学ぶ心理学」（塩見邦雄との共著）ナカニシヤ出版〈対話で学ぶ心理学シリーズ1〉、2003年。